# Leptolalax
Leptolalax là một chi (giống) ếch nhái (thuộc bộ không đuôi Anura) trong họ Megophryidae. Chúng thỉnh thoảng được biết với tên cóc châu á (Asian toads) hoặc cóc sần metacarpal (metacarpal-tubercled toads) hay ếch lứa thon thả (slender litter frogs), mặc dù nhiều tên không theo những công ước này, và nhiều loài không có tên thông thường. Leptolalax phân bố rộng rãi ở đông nam và Đông Á, trải dài từ Nam Trung Quốc và Đông Bắc Ấn Độ tới bán đảo Malay và Borneo. Leptolalax có kích thước rất nhỏ và có mô hình màu sắc rất giống nhau giữa các loài (loài cryptic) và không có các khác biệt hình thái rõ ràng, hữu ích trong nghiên cứu hệ thống học.
Leptolalax hiện có trên 50 loài (53 loài tính đến 8/2017) và nhiều loài bị đe dọa hoặc tuyệt chủng do mất môi trường sống. Số lượng loài của Leptolalax tiếp tục tăng lên nhanh chóng trong các năm gần đây do nhiều loài mới được phát hiện.

## Phân loại
- Leptolalax aereus Rowley, Stuart, Richards, Phimmachak, and Sivongxay, 2010
- Leptolalax alpinus Fei, Ye, and Li, 1990
- Leptolalax applebyi Rowley and Cao, 2009
- Leptolalax arayai Matsui, 1997
- Leptolalax ardens Rowley, Tran, Le, Dau, Peloso, Nguyen, Hoang, Nguyen, and Ziegler, 2016
- Leptolalax bidoupensis Rowley, Le, Tran, and Hoang, 2011
- Leptolalax botsfordi Rowley, Dau, and Nguyen, 2013
- Leptolalax bourreti Dubois, 1983
- Leptolalax croceus Rowley, Hoang, Le, Dau, and Cao, 2010
- Leptolalax dringi Dubois, 1987
- Leptolalax eos Ohler, Wollenberg, Grosjean, Hendrix, Vences, Ziegler, and Dubois, 2011
- Leptolalax firthi Rowley, Hoang, Dau, Le, and Cao, 2012
- Leptolalax fritinniens Dehling and Matsui, 2013
- Leptolalax fuliginosus Matsui, 2006
- Leptolalax gracilis (Günther, 1872)
- Leptolalax hamidi Matsui, 1997
- Leptolalax heteropus (Boulenger, 1900)
- Leptolalax isos Rowley, Stuart, Neang, Hoang, Dau, Nguyen, and Emmett, 2015
- Leptolalax kajangensis Grismer, Grismer, and Youmans, 2004
- Leptolalax kalonensis Rowley, Tran, Le, Dau, Peloso, Nguyen, Hoang, Nguyen, and Ziegler, 2016
- Leptolalax kecil Matsui, Belabut, Ahmad, and Yong, 2009
- Leptolalax khasiorum Das, Tron, Rangad, and Hooroo, 2010
- Leptolalax lateralis (Anderson, 1871)
- Leptolalax laui Sung, Yang, and Wang, 2014
- Leptolalax liui Fei and Ye, 1990
- Leptolalax maculosus Rowley, Tran, Le, Dau, Peloso, Nguyen, Hoang, Nguyen, and Ziegler, 2016
- Leptolalax maoershanensis Yuan, Sun, Chen, Rowley, and Che, 2017
- Leptolalax marmoratus Matsui, Zainudin, and Nishikawa, 2014
- Leptolalax maurus Inger, Lakim, Biun, and Yambun, 1997
- Leptolalax melanoleucus Matsui, 2006
- Leptolalax melicus Rowley, Stuart, Neang, and Emmett, 2010
- Leptolalax minimus (Taylor, 1962)
- Leptolalax nahangensis Lathrop, Murphy, Orlov, and Ho, 1998
- Leptolalax nokrekensis (Mathew and Sen, 2010)
- Leptolalax nyx Ohler, Wollenberg, Grosjean, Hendrix, Vences, Ziegler, and Dubois, 2011
- Leptolalax oshanensis (Liu, 1950)
- Leptolalax pallidus Rowley, Tran, Le, Dau, Peloso, Nguyen, Hoang, Nguyen, and Ziegler, 2016
- Leptolalax pelodytoides (Boulenger, 1893)
- Leptolalax petrops Rowley, Dau, Hoang, Le, Cutajar, and Nguyen, 2017
- Leptolalax pictus Malkmus, 1992
- Leptolalax platycephalus Dehling, 2012
- Leptolalax pluvialis Ohler, Marquis, Swan, and Grosjean, 2000
- Leptolalax puhoatensis Rowley, Dau, and Cao, 2017
- Leptolalax pyrrhops Poyarkov, Rowley, Gogoleva, Vassilieva, Galoyan, and Orlov, 2015
- Leptolalax sabahmontanus Matsui, Nishikawa, and Yambun, 2014
- Leptolalax solus Matsui, 2006  Leptolalax sungi Lathrop, Murphy, Orlov, and Ho, 1998
- Leptolalax tadungensis Rowley, Tran, Le, Dau, Peloso, Nguyen, Hoang, Nguyen, and Ziegler, 2016
- Leptolalax tamdil Sengupta, Sailo, Lalremsanga, Das, and Das, 2010
- Leptolalax tengchongensis Yang, Wang, Chen, and Rao, 2016
- Leptolalax tuberosus Inger, Orlov, and Darevsky, 1999
- Leptolalax ventripunctatus Fei, Ye, and Li, 1990
- Leptolalax zhangyapingi Jiang, Yan, Suwannapoom, Chomdej, and Che, 2013